# Wetherlam
Wetherlam är en bergstopp i Storbritannien.   Den ligger i grevskapet Cumbria och riksdelen England, i den centrala delen av landet, 400 km nordväst om huvudstaden London. Toppen på Wetherlam är 762 meter över havet, eller 143 meter över den omgivande terrängen. Bredden vid basen är 1,3 km. Wetherlam ingår i Cumbrian Mountains.
Terrängen runt Wetherlam är huvudsakligen kuperad.Runt Wetherlam är det ganska tätbefolkat, med 60 invånare per kvadratkilometer. Närmaste större samhälle är Ambleside, 9,6 km öster om Wetherlam. Trakten runt Wetherlam består i huvudsak av gräsmarker.